# Steven LaBrie
Steven LaBrie (Dallas, Texas; 4 de marzo de 1988) es un barítono estadounidense, miembro del grupo clásico Il Divo.

## Biografía
En 2021 es invitado a la gira mundial de Il Divo.   El 17 de agosto de 2023 se confirma oficialmente que forma parte del grupo.   

## Vida personal
LaBrie está comprometido con el pianista Adam Reed Nielsen. 